# Adicella byblis
Adicella byblis är en nattsländeart som beskrevs av Malicky 1998. Adicella byblis ingår i släktet Adicella och familjen långhornssländor. Inga underarter finns listade i Catalogue of Life.